# 阿米尔·迈赫迪
阿米尔·迈赫迪（又名罕萨·迈赫迪，Amir Mehdi，1913年—1999年）是一名巴基斯坦巴尔蒂人出身的登山运动员，什叶派穆斯林。他是1953年首次成功攀登南迦帕尔巴特峰团队的一员。1954年，他因和意大利登山者瓦尔特·博纳蒂在乔戈里峰的8100米顶端过夜而得名。